# Алачачян, Арменак Мисакович
Арменак Мисакович Алачачян (арм. Արմենակ Ալաչաչյան, англ. Armenak Alachachian; 25 декабря 1930, Александрия, Египет — 4 декабря 2017, Скарборо, Торонто, Канада) — советский баскетболист, тренер, восьмикратный чемпион СССР (1959—1966), четырёхкратный чемпион Европы (1953, 1961, 1963, 1965), серебряный призёр Олимпийских игр (1964). Мастер спорта СССР (1953). Заслуженный мастер спорта СССР (1963). Заслуженный тренер РСФСР (1969).

## Биография
Родился в семье армянских беженцев (сапожника Мисака Алачачяна), спасшихся и нашедших приют в Египте во время геноцида армян в Турции. Начал заниматься баскетболом в Александрии.
В 1947 году его семья репатриировалась в Армению, и он продолжил играть в баскетбол сначала в ереванском «СКИФе», а потом в алма-атинском «Буревестнике», где раскрылся как талантливый разыгрывающий. В 1953 году дебютировал в сборной СССР, в которой выступал с некоторыми перерывами до 1965 года и выиграл в её составе 4 чемпионата Европы (1953, 1961, 1963, 1965) и серебряную медаль олимпийских игр в Токио (1964). В 1958 году был приглашён в ЦСКА, став капитаном сильнейшего баскетбольного клуба СССР. В составе ЦСКА он шесть раз становился чемпионом СССР (1960—1962, 1964—1966) и дважды победителем Кубка европейских чемпионов (1961, 1963).
Победитель Спартакиады народов СССР в составе сборной Москвы: 1959, 1963.
После окончания карьеры игрока в 1966 году Арменак Алачачян перешёл на тренерскую работу. В 1968 году стал главным тренером ЦСКА. Под его руководством клуб дважды выиграл чемпионат СССР и завоевал Кубок чемпионов ФИБА 1968/1969. Тем не менее в конце 1970 года после относительно неудачного старта команды в сезоне он был смещён с поста главного тренера ЦСКА.
После этого Арменак Алачачян принял решение покинуть СССР и эмигрировать в Канаду, где жили его мать и сестра. С 1971 года жил в Торонто, где занимался предпринимательской деятельностью, основав сеть ювелирных магазинов.

## Награды
- Орден «Знак Почёта» (30.03.1965)
- Благодарность Президента Российской Федерации (21.12.2006, Россия) — за заслуги в укреплении дружественных отношений и развитии сотрудничества между государствами в области спорта[15]